# Meliosma oligantha
Meliosma oligantha är en tvåhjärtbladig växtart som beskrevs av J.F.Morales. Meliosma oligantha ingår i släktet Meliosma och familjen Sabiaceae. Inga underarter finns listade.